# 郡山東インターチェンジ

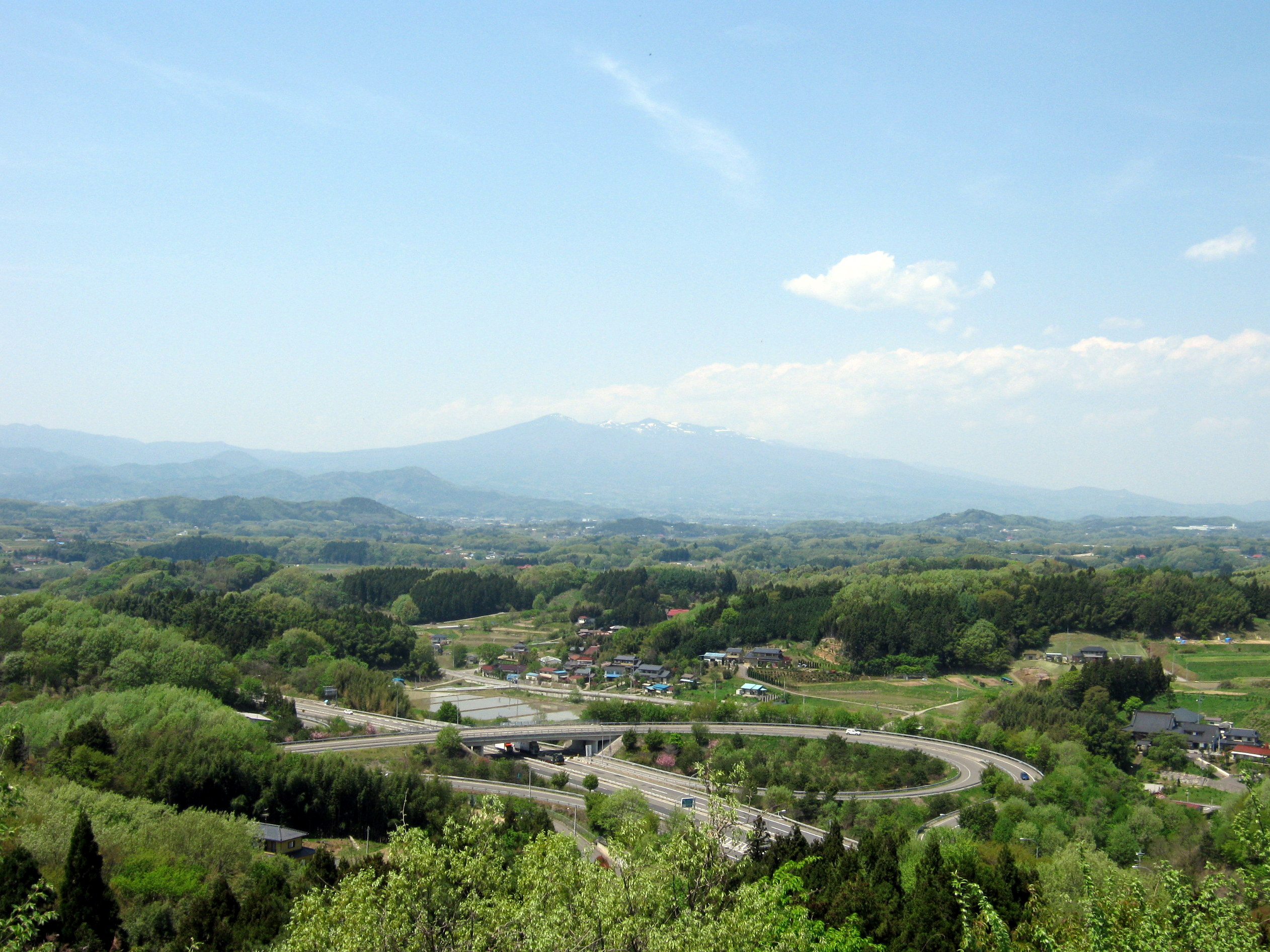
周辺状況

郡山東インターチェンジ（こおりやまひがしインターチェンジ）は、福島県郡山市西田町芹沢にある磐越自動車道のインターチェンジである。
郡山東部開発による開発インターチェンジとして開設された。

## 道路

### 本線
- E49 磐越自動車道（3-1番）

### 接続する道路
- 国道288号（郡山東バイパス）

## 料金所
- ブース数：4

### 入口
- ブース数：2
  - ETC専用：1
  - 一般：1

### 出口
- ブース数：2
  - ETC専用：1
  - 一般：1

## 形状
トランペット型

## 周辺
- 舞木駅（JR東日本・磐越東線）
- 郡山東郵便局

## 隣
E49 磐越自動車道
(3) 船引三春IC - 三春PA - (3-1) 郡山東IC - (18-1) 郡山JCT - 五百川PA - (4) 磐梯熱海IC